# Jacques Dubessy
Pour les articles homonymes, voir Dubessy.
 (septembre 2019).
Si vous disposez d'ouvrages ou d'articles de référence ou si vous connaissez des sites web de qualité traitant du thème abordé ici, merci de compléter l'article en donnant les références utiles à sa vérifiabilité et en les liant à la section « Notes et références ».
Jacques Dubessy, né à Marcq-en-Barœul le 10 mars 1928 et mort à Kerlouan le 15 mars 2012, est un journaliste et un écrivain français spécialisé dans le roman d'espionnage. Sous le pseudonyme de Slim Harrisson et, en collaboration avec Charles Exbrayat, sous le nom de plume commun de Michael Loggan, il donne de nombreux romans d'espionnage.

## Biographie
Après des études en droit à l'université de Lille, pendant lesquels il suit également des cours d'art dramatique au Conservatoire de Lille, il monte à Paris et amorce une carrière de comédien de théâtre et de cinéma, décrochant une suite de petits rôles. Après son mariage, il se lance dans l'écriture de littérature populaire. Sous le pseudonyme de Slim Harrisson, il publie les nombreuses aventures de l'agent secret Sam Morgan de la CIA. En collaboration avec Charles Exbrayat, il utilise le pseudonyme de Michael Loggan pour une deuxième série d'espionnage ayant pour héros un autre agent secret américain de la CIA nommé Layton.
En 1962, il entre au journal Le Figaro comme pigiste, puis devient grand reporter et envoyé spécial dans l'Essonne et la Seine-et-Marne. Pendant ses recherches de journaliste, il lui vient l'idée du roman policier Brigades de recherches qui suit à la trace une équipe de policiers chargés des disparitions d'individus. D'abord publié aux Éditions Denoël en 1972, le roman est réécrit six ans plus tard pour une seconde publication dans la collection Le Masque et constitue le titre majeur de Jacques Dubessy.

## Œuvre

### Romans
- Les Dames de Berlin, Paris, Librairie des Champs-Élysées, coll. « Le Masque. Espionnage », 1963
- Brigades de recherches, Paris, éditions Denoël, coll. « Crime-club » no 304, 1972 ; réécrit et réédité sous le même titre, Paris, Librairie des Champs-Élysées, coll. « Le Masque » no 1540, 1978  (ISBN 2-7024-0791-9)

### Romans signés Slim Harrisson

#### Série d'espionnageSam Morgan
1. Sauve qui peut !, Paris, Éditions Atlantic, coll. « Top secret » no 70, 1954 ; réédition, Lyon, Librairie de la Cité, coll. « Le Caribou » no 78, 1958 ; réédition, Paris, Éditions du Grand Damier, coll. « Top secret » no 70, 1958
2. Ombres chinoises, Paris, Éditions du Grand Damier, coll. « Top secret » no 2, 1955
3. Plans diaboliques, Paris, Éditions du Grand Damier, coll. « Top secret » no 3, 1955
4. Discrétion assurée, Paris, Éditions du Grand Damier, coll. « Top secret » no 6, 1955
5. La Piste du diable, Paris, Éditions du Grand Damier, coll. « Top secret » no 7, 1955
6. La mort s'impatiente, Paris, Éditions du Grand Damier, coll. « Top secret » no 8, 1955
7. La Bombe humaine, Paris, Éditions du Grand Damier, coll. « Top secret » no 15, 1956
8. Les Vautours de la nuit, Paris, Éditions du Grand Damier, coll. « Top secret » no 18, 1956
9. Ramenez-là vivante, Paris, Éditions du Grand Damier, coll. « Top secret » no 19, 1956
10. Passez la monnaie, Paris, Éditions du Grand Damier, coll. « Top secret » no 21, 1956
11. Du carburant pur Lucifer, Paris, Éditions du Grand Damier, coll. « Top secret » no 23, 1956
12. Bouche cousue, Paris, Éditions du Grand Damier, coll. « Top secret » no 25, 1956
13. Section suicide, Paris, Éditions du Grand Damier, coll. « Top secret » no 29, 1957
14. Objectif... Canal, Paris, Éditions du Grand Damier, coll. « Top secret » no 32, 1957
15. Niet !, Paris, Éditions du Grand Damier, coll. « Top secret » no 35, 1957 ; réédition, Paris, Éditions de l'Arabesque, coll. « Espionnage » no 408, 1965
16. Le Tout pour le tout, Paris, Éditions du Grand Damier, coll. « Top secret » no 41, 1957
17. Circuit fermé, Paris, Éditions du Grand Damier, coll. « Top secret » no 45, 1957
18. Mort ou vif, Paris, Éditions du Grand Damier, coll. « Top secret » no 52, 1957
19. Coup de main, Paris, Éditions du Grand Damier, coll. « Top secret » no 55, 1957
20. N'y touchez pas !, Paris, Éditions du Grand Damier, coll. « Top secret » no 56, 1957
21. Sam Morgan à Macao, Lyon, Librairie de la Cité, coll. « Le Caribou » no 76, 1958
22. Faire suivre en enfer, Paris, Éditions du Grand Damier, coll. « Top secret » no 57, 1958
23. Dernière Carte, Paris, Éditions du Grand Damier, coll. « Top secret » no 59, 1958
24. Virage à la corde, Paris, Éditions du Grand Damier, coll. « Top secret » no 61, 1958
25. Comité d'accueil, Paris, Éditions du Grand Damier, coll. « Top secret » no 64, 1958
26. La Règle du jeu, Paris, Éditions du Grand Damier, coll. « Top secret » no 67, 1958
27. Visage standard, Paris, Éditions du Grand Damier, coll. « Top secret » no 72, 1958
28. Paris-Tokio (sic), Paris, Éditions du Grand Damier, coll. « Top secret » no 74, 1958
29. Les Maîtres chanteurs, Paris, Éditions du Grand Damier, coll. « Top secret » no 77, 1958
30. Dernier Délai, Paris, Éditions du Grand Damier, coll. « Top secret » no 80, 1959
31. Sans témoin, Paris, Éditions du Grand Damier, coll. « Top secret » no 82, 1959
32. Surface... Heure... Zéro, Paris, Éditions du Grand Damier, coll. « Top secret » no 86, 1959
33. Jusqu'au cou !, Paris, Éditions du Grand Damier, coll. « Top secret » no 89, 1959
34. D'une pierre deux coups, Paris, Éditions du Grand Damier, coll. « Top secret » no 91, 1959
35. Franco de port, Paris, Éditions du Grand Damier, coll. « Top secret » no 94, 1959
36. Sang pour Sang, Paris, Éditions du Grand Damier, coll. « Top secret » no 100, 1959
37. L'Homme qui attend, Paris, Éditions du Grand Damier, coll. « Top secret » no 101, 1959
38. Du calme... mignonne, Paris, Éditions du Grand Damier, coll. « Top secret » no 104, 1959
39. 2e Bureau contre Terroristes, Paris, Éditions du Grand Damier, coll. « Top secret » no 107, 1959
40. Tous feux éteints, Paris, Éditions du Grand Damier, coll. « Top secret » no 110, 1959 ; réédition, Paris, S.E.G., coll. « Interpol 21 +1 » no 17, 1964
41. S.O.S. party !, Paris, Éditions du Grand Damier, coll. « Top secret » no 114, 1959
42. Nettoyage par le vide, Paris, Éditions du Grand Damier, coll. « Top secret » no 118, 1960
43. Haute Tension, Paris, Éditions du Grand Damier, coll. « Top secret » no 119, 1960
44. Cavalier seul, Paris, Éditions du Grand Damier, coll. « Top secret » no 122, 1960
45. Aveux forcés, Paris, Éditions du Grand Damier, coll. « Top secret » no 125, 1960
46. Contact coupé, Paris, Éditions du Grand Damier, coll. « Top secret » no 128, 1960
47. À ciel fermé, Paris, Éditions du Grand Damier, coll. « Top secret » no 131, 1960
48. Perte de vitesse, Paris, Éditions du Grand Damier, coll. « Top secret » no 134, 1960
49. Morgan s'énerve, Paris, Éditions du Grand Damier, coll. « Top secret » no 136, 1960
50. Sous pression, Paris, Éditions du Grand Damier, coll. « Top secret » no 138, 1960
51. État d'hypnose, Paris, Éditions du Grand Damier, coll. « Top secret » no 141, 1960
52. Sur les dents, Paris, Éditions du Grand Damier, coll. « Top secret » no 149, 1961
53. Toute la gomme, Paris, Éditions du Grand Damier, coll. « Top secret » no 153, 1961
54. Rien à perdre, Paris, Éditions du Grand Damier, coll. « Top secret » no 155, 1961
55. Pas de cadeau pour Morgan, Paris, Éditions du Grand Damier, coll. « Top secret » no 158, 1961
56. Plastic à gogo, Paris, Éditions du Grand Damier, coll. « Top secret » no 162, 1961
57. Balle perdue, Paris, Éditions du Grand Damier, coll. « Top secret » no 163, 1961
58. À charge de revanche, Paris, Éditions du Grand Damier, coll. « Top secret » no 166, 1961
59. Sincères Condoléances, Paris, Éditions du Grand Damier, coll. « Top secret » no 169, 1961
60. Opération Bluff, Paris, Éditions du Grand Damier, coll. « Top secret » no 172, 1961
61. Coup fourré, Paris, Éditions du Grand Damier, coll. « Top secret » no 177, 1962
62. Au centième de seconde, Paris, Éditions du Grand Damier, coll. « Top secret » no 180, 1962
63. Morgan s'amuse, Paris, Éditions du Grand Damier, coll. « Top secret » no 181, 1962
64. Queue de poisson, Paris, Éditions du Grand Damier, coll. « Top secret » no 186, 1962
65. Silence, ça tourne, Paris, Éditions du Grand Damier, coll. « Top secret » no 187, 1962
66. Sur du velours, Paris, Éditions du Grand Damier, coll. « Top secret » no 192, 1962
67. Au quart de tour, Paris, Éditions du Grand Damier, coll. « Top secret » no 195, 1962
68. Chèque en blanc, Paris, Éditions du Grand Damier, coll. « Top secret » no 197, 1962
69. Chute libre, Paris, Éditions Atlantic, coll. « Top secret », nouvelle série no 3, 1963
70. Tous les coups sont permis, Paris, Éditions Les Elfes, coll. « Espionnage », 1963
71. Corrida pour Morgan, Paris, Librairie des Champs-Élysées, coll. « Le Masque. Service secret », 1964
72. Ces dames m'énervent, Paris, Librairie des Champs-Élysées, coll. « Le Masque. Service secret », 1965
73. Sam Morgan revient, Paris, Presses Internationales, coll. « Inter-Espions » no 64, 1965
74. Sosie pour Sam Morgan, Paris, Presses Internationales, coll. « Inter-Espions » no 66, 1965
75. Sam Morgan attaque au Caire, Paris, Presses Internationales, coll. « Inter-Espions » no 68, 1965
76. Circuit brûlant pour Sam Morgan, Paris, Presses Internationales, coll. « Inter-Espions » no 70, 1965
77. Grincements de dents, Paris, Éditions de l'Arabesque, coll. « Espionnage » no 383, 1965
78. Course au finish, Paris, Éditions de l'Arabesque, coll. « Espionnage » no 393, 1965
79. Chaud et froid, Paris, Éditions de l'Arabesque, coll. « Espionnage » no 403, 1965
80. Leçon de poker, Paris, Éditions de l'Arabesque, coll. « Espionnage » no 413, 1965
81. Feu sur Rita, Paris, Éditions de l'Arabesque, coll. « Espionnage » no 421, 1965
82. Morgan liquide, Paris, Éditions de l'Arabesque, coll. « Espionnage » no 423, 1965
83. Livraison franco, Paris, Éditions de l'Arabesque, coll. « Espionnage » no 438, 1966
84. 22... Morgan !, Paris, Éditions de l'Arabesque, coll. « Espionnage » no 452, 1966
85. Pas de quartier pour Sam Morgan, Paris, Presses Internationales, coll. « Inter-Espions » no 73, 1966
86. Ludger pour deux, Paris, Éditions de l'Arabesque, coll. « Espionnage » no 487, 1967
87. Gros plan sur Lucifer, Paris, Éditions de l'Arabesque, coll. « Espionnage » no 507, 1968
88. Okay ! mignonne, Paris, Éditions de l'Arabesque, coll. « Espionnage » no 528, 1968
89. Sam Morgan joue le jeu, Paris, Éditions de l'Arabesque, coll. « Espionnage » no 571, 1969
90. Sam Morgan aime les rousses, Paris, Éditions de l'Arabesque, coll. « Espionnage » no 581, 1969
91. Votre dévoué, Sam Morgan, Paris, Éditions de l'Arabesque, coll. « Espionnage » no 594, 1969
92. Ça ne pardonne pas, petit !, Paris, Éditions de l'Arabesque, coll. « Espionnage » no 600, 1969

### Romans signés Michael Loggan

#### Série d'espionnageLayton
1. Layton entre en scène, Paris, Librairie des Champs-Élysées, coll. « Le Masque. Service secret » no 16, 1964
2. Alors, Layton, la vie est belle ?, Paris, Librairie des Champs-Élysées, coll. « Le Masque. Service secret » no 18, 1964
3. Layton sous les cerisiers en fleur, Paris, Librairie des Champs-Élysées, coll. « Le Masque. Service secret » no 21, 1964
4. Layton et la Jolie Cubaine, Paris, Librairie des Champs-Élysées, coll. « Le Masque. Service secret » no 25, 1964
5. Layton et les Châtelaines, Paris, Librairie des Champs-Élysées, coll. « Le Masque. Service secret » no 29, 1964
6. Carré de dames pour Layton, Paris, Librairie des Champs-Élysées, coll. « Le Masque. Service secret » no 33, 1965
7. En douceur, Layton, Paris, Librairie des Champs-Élysées, coll. « Le Masque. Service secret » no 37, 1965
8. Seriez-vous jaloux, Layton ?, Paris, Librairie des Champs-Élysées, coll. « Le Masque. Service secret » no 41, 1965
9. Layton joue à la poupée, Paris, Librairie des Champs-Élysées, coll. « Le Masque. Service secret » no 48, 1965
10. Layton s'énerve, Paris, Librairie des Champs-Élysées, coll. « Le Masque » no 940, 1966
11. Où courez-vous Layton ?, Paris, Librairie des Champs-Élysées, coll. « Le Masque » no 946, 1966
12. N'insistez pas, Layton !, Paris, Librairie des Champs-Élysées, coll. « Le Masque » no 962, 1967
13. Layton et les Joies de la famille, Paris, Librairie des Champs-Élysées, coll. « Le Masque » no 976, 1967
14. Layton au paradis, Paris, Librairie des Champs-Élysées, coll. « Le Masque » no 994, 1967
15. Layton et la Valse des espionnes, Paris, Librairie des Champs-Élysées, coll. « Le Masque » no 1005, 1968
16. Layton ne fait pas de cadeau, Paris, Librairie des Champs-Élysées, coll. « Le Masque » no 1053, 1969
17. Piège pour Layton, Paris, Librairie des Champs-Élysées, coll. « Le Masque » no 1081, 1969

## Sources
- Jacques Baudou et Jean-Jacques Schleret, Le Vrai Visage du Masque, vol. 1, Paris, Futuropolis, 1984, 476 p. (OCLC 311506692), p. 167.